# Classica von Wünster
Classica von Wünster – włoskie piwo dolnej fermentacji w stylu lager warzone przez Birra Dreher w Mediolanie. Zawiera 4,8% alkoholu.